# 陳嘉佑 (1997年)
陳嘉佑（1997年—），香港民主派人士，炮台山活召集人及前北炮同盟成員，前香港東區區議會炮台山選區議員。

## 從政
2019年香港區議會選舉，在東區區議會炮台山選區參選，最後打敗時任區議員香港島各界聯合會羅榮焜，成功當選，並成為該區成立以來首位民主派區議員。
2021年5月26日，陳嘉佑宣佈辭任區議員，任期至5月31日。

## 議會問政

### 政府突取消監警會會議

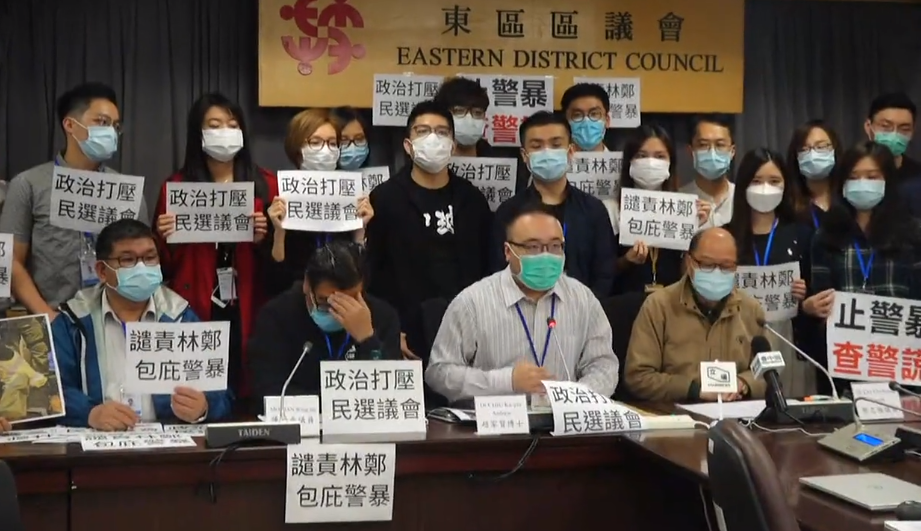
2020年3月10日，東區民主派議員譴責警務處不尊重民選議會 拒派員出席檢警會會議

2020年3月10日，東區區議會原定舉行「檢視警方執法及行動特別委員會」第三次會議，討論多項與反對修訂逃犯條例運動相關議案，包括要求警方交代8月5日晚上北角衝突中的警力問題、在11月在柴灣發射多次催淚彈的原因、於太古城和西灣河的執法行動等事件。不過民政處在會議當日早上突然向委員會成員發出電郵，稱會議的職權範圍「可能涉及全港性執法事宜」和「收到高層命令」而宣布取消會議。警務處也拒絕派員出席。區議會26名民主派議員批評警權凌駕區議會職能，政府高層打壓區議會。

## 外部連結
- 陳嘉佑的Facebook專頁
- 東區區議會- 東區區議會議員資料 陳嘉佑先生 （页面存档备份，存于）

| 議會席位      | 議會席位                                                | 議會席位 |
| ------------- | ------------------------------------------------------- | -------- |
| 前任： 羅榮焜 | 東區區議會 炮台山選區區議員 2020年1月1日－2021年5月31日 | 空缺     |